# Barborky

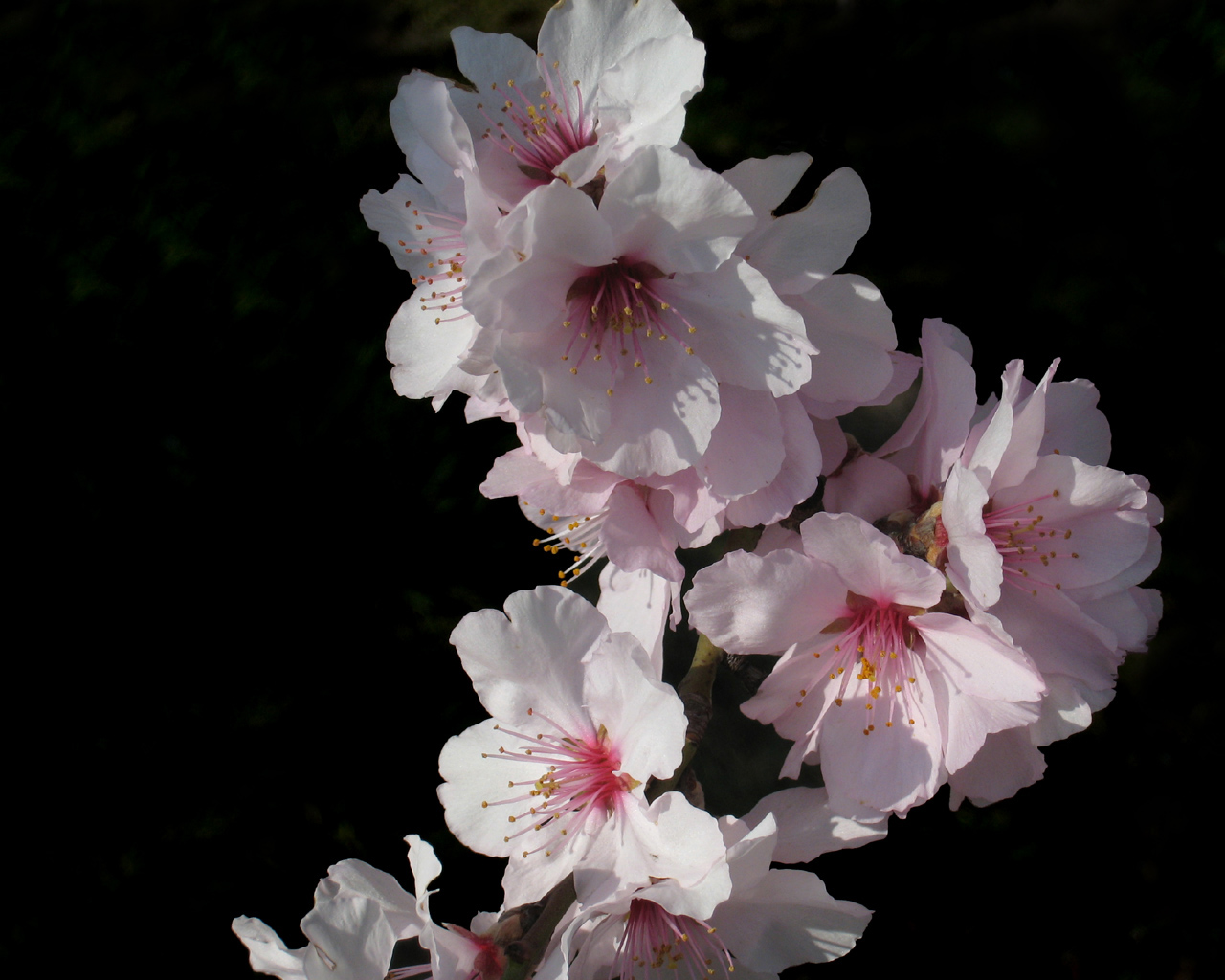
Vykvetlé třešně

Barborky jsou starý lidový (původně pohanský) zvyk, kdy se na svátek sv. Barbory dne 4. prosince 20 dnů před Štědrým dnem o Vánocích nařežou větvičky třešní nebo višní a vloží se doma do vázy s vodou tak, aby do Vánoc v teple rozkvetly.

## Rozkvetlé barborky
Důležité je nařezat větvičky šikmými řezy, vložit je do vázy naplněné vodou a postavit do chladné místnosti. Podle rychleného druhu se větvičky asi 5 až 12 dní před kvetením přenesou do teplého obývacího pokoje.
Rozkvetlé barborky o Vánocích symbolizují nejen příchod nového světla v podobě Ježíše Krista, ale původně připomínají i právě proběhnuvší zimní slunovrat, který v konečném důsledku způsobí zánik zimy a příchod dalšího květy ozdobeného jara. Dle pověry to také může znamenat, že se dívka, které barborka vykvetla, do roka a do dne vdá.
V některých regionech svobodné dívky na větvičky barborek věšely lístečky se jmény místních chlapců, kteří jim byli sympatičtí. Větvička, která vykvetla jako první, pak znamenala, že dívka si dotyčného chlapce v příštím roce vezme. V rodinách, kde bylo více svobodných děvčat, si dívky na větvičky věšely cedulky se svým vlastním jménem. Dívka, které barborka rozkvetla jako první, se do roka mohla těšit ze svatby. 